# Francesco Barbalace
Francesco Barbalace (San Ferdinando, 17 ottobre 1942) è un politico italiano.
Laureato in scienze politiche e funzionario comunale, è stato eletto deputato nelle liste del PSI per la prima volta nel 1983, ha fatto parte della Commissione trasporti, poste e telecomunicazioni. Venne rieletto per altre due legislature e rimase in carica fino al 1994.